# Kōta Aoki
Kōta Aoki (青木 孝太?, Aoki Kōta; Ōmihachiman, 27 aprile 1987) è un ex calciatore giapponese, di ruolo attaccante.